# Norges Bank
O Norges Bank é o Banco Central da Noruega, fundada em 1816 e com sede em Oslo. O Norges Bank controla o sistema econômico da Noruega. O diretor executivo é Øystein Olsen.
Durante a Segunda Guerra Mundial, a sede do Norges Bank foi temporariamente transferida para Londres em 1940, quando o governo norueguês no exílio estabeleceu um novo conselho. As reservas de ouro do banco foram evacuadas via Åndalsnes, Molde e Tromsø para Londres, e de lá para Nova Iorque e Ottawa. Este ouro e outras reservas monetárias do banco estavam sob o controle do conselho de Londres. Ao mesmo tempo, o banco continuou as suas operações na Noruega sob a direção dos nazistas até que a guerra acabou e o conselho de administração de Londres renunciou. Uma comissão de inquérito após a guerra concluiu que a administração do banco em Oslo tinha tomado uma atitude firme e correcta em relação às autoridades nazis. Em 1962, a Autoridade Supervisora da Casa da Moeda e a Casa da Moeda Real foram transferidas do estado para o Norges Bank.
As funções do banco são as seguintes:
- Emitir moedas e cédulas da coroa norueguesa
- Controlar dívida pública
- Criar qualquer instituição financeira